# ミシェル・フェレ
ミシェル・フェレ（Michelle Ferre、日本名: 法拉 美穂、1973年6月13日 - ）は、女優、キャスター、ラジオパーソナリティ。
フランス国籍、兵庫県神戸市出身。AB型。ジャスティスプロダクション所属。

## 来歴

### 生い立ち
兵庫県神戸市出身のフランス人。フランス人の父と日本人の母との間に生まれ、フランス語・英語・日本語に堪能。上智大学比較文化学部（現・国際教養学部）卒。

## 主な活動

### 女優活動

#### 映画
- WHO AM I?（ジャッキー・チェン主演、1998年製作）[1][2]
- SO-RUN MOVIE (2002)

#### テレビドラマ
- 非婚家族（フジテレビ系木曜劇場、2001.7〜9）

#### 舞台
- 「悪戯」（岩松了作・演出）

### 女優以外の活動

#### ラジオ
- RADIO VIKING（FM-FUJI、〜1996.3）
- INTER-ACT QZ（FM-FUJI、1996.4〜1997.4.11　水・木曜担当）[2]

#### テレビ
- CNNヘッドライン (テレビ朝日) 1994.10〜1995.9　水曜日キャスター
- ウィークエンドライブ 週刊地球TV（テレビ朝日）
- ナレーション多数

#### CM
- 九州セルラー

#### その他
- イベント司会多数